# 86.ª Brigada Mixta (Ejército Popular de la República)
La 86.ª Brigada Mixta fue una de las Brigadas Mixtas creadas por el Ejército Popular de la República para la defensa de la Segunda República Española durante la guerra civil española. En enero de 1938 se reorganizó profundamente y se convirtió en una Brigada Internacional, la LXXXVI, aunque solo duraría como tal hasta octubre del mismo año.

## Historial

### Primera etapa
A finales de 1936 se creó la llamada «Brigada móvil de Puertollano», mandada por el teniente coronel de infantería Ernesto Martín del Castillo. La brigada estaba compuesta por dos batallones de Carabineros de Requena y Castellón, el Batallón «Pablo Iglesias n.º 2» de Valencia y otro batallón de Carabineros que se les unió en Linares.
En marzo de 1937 se transformó en la 86.ª Brigada Mixta para lo que cedió uno de los batallones de Carabineros que fue reemplazado por el 20.º batallón internacional. El jefe de la nueva unidad fue el Mayor de milicias italiano Aldo Morandi, relevado en el mando del 20.º Batallón por el coronel mexicano Juan Bautista Gómez, mientras que el jefe de Estado Mayor fue el mayor Fritz Schiller. La Brigada se integró en la 24.ª División. La unidad fue enviada como refuerzo para actuar en la batalla de Pozoblanco. El 10 de marzo, tuvo una actuación poco honrosa en Sierra Mulva y, del 27 de marzo al 13 de abril, intervino en las operaciones sobre Peñarroya-Pueblonuevo, atacando Pozoblanco en el ala izquierda del dispositivo. El 22 de agosto volvió a sufrir un grave quebranto en el Puerto de San Vicente y, del 18 al 20 de octubre, defendió la sierra de la Noria. 
En diciembre pasó a la 63.ª División del VIII Cuerpo de Ejército y atacó la Granja de Torrehermosa, donde sufrió un gran número de bajas, por lo que fue relevada y enviada a Villanueva de Córdoba para su reorganización. Por estas fechas la Brigada vio seriamente afectada por las desercciones.

### Reorganización
En enero de 1938, como resultado de una profunda reestructuración, el 20.º batallón internacional se desdobló en tres batallones (20.º, 21.º y 22.º), cediendo la brigada dos batallones de carabineros a la 222.ª Brigada Mixta; como único batallón español quedó el «Pablo Iglesias». Así la unidad se convirtió en una Brigada internacional más con 2.338 interbrigadistas, de los cuales 57 eran jefes y oficiales y 29 suboficiales. Los mandos de los batallones quedaron en manos de los Mayores de milicias Ernst Dudel, Paul Odpadlik, Cuni Bernhardt y Adolf Rach, mientras que la Compañía de ametralladoras quedó bajo la dirección de Georg Prunzings.
La LXXXVI Brigada Internacional volvió a la primera línea del frente en la sierra del Castaño y Peña del Águila, relevando a la 103.ª Brigada Mixta. Actuó, a continuación, atacando Villafranca de Córdoba y cubriendo el frente en las posiciones de Guadalmellato y Miradero. No obstante, como parte del acuerdo para la retirada de los Brigadistas internacionales, el 1 de octubre de 1938 fueron retirados los miembros internacionales, siendo sustituidos por los batallones 333.º, 334.º, 335.º y 336.º de reemplazo.

### Últimos meses
La dirección de la Brigada pasó al Mayor de milicias Lino Carrasco Ortiz, aunque por poco tiempo, ya que un mes más tarde éste fue reemplazado por el Mayor de milicias Ramón Lleida Gómez. Se mantuvo prácticamente inactiva hasta que le sorprendió el final de la guerra en marzo de 1939.

## Mandos
Comandantes
- Teniente coronel de infantería Ernesto Martín del Castillo;
- Mayor de milicias Aldo Morandi;[4]
- Mayor de milicias Ernst Dudel;[5]
- Mayor de milicias Lino Carrasco Ortiz;[6]
- Mayor de milicias Ramón Lleida Gómez;

Comisarios
- José Sánchez;